# Ракетоплан
Ракетоплан е летателен апарат, самолет с реактивен двигател от ракетен тип, подобен на пилотирана ракета с крила. За разлика от обикновените реактивни самолети, ракетопланите не използват кислорода от въздуха, тъй като носят свой собствен запас от окислител. Това им позволява да достигат високите, силно разредени слоеве на атмосферата.
Ракетоплани се използват главно за достигане на пределна височина и скорост. В повечето случаи не са способни да излитат самостоятелно, затова са издигани във въздуха от самолет-носител. Обикновено имат ограничен запас от гориво и след достигане на целевата височина или скорост угасят двигателите си и се приземяват като планери.

## Известни ракетоплани
- Хайнкел 176 (1939 г., Германия, експериментален)
- Месершмит 163 (1941-1944 г., Германия, сериен ракетоплан-изтребител, единственият достигнал до въздушен бой)
- БИ-1 (1942-1944 г., СССР, експериментален изтребител)
- Йокосука MXY7 „Ока“ (1944-1945 г., Япония, серийна „летяща бомба“ с реактивен двигател, управлявана от пилот-самоубиец)
- X-1 (1946 г., САЩ, експериментален ракетоплан, първият, надхвърлил скоростта на звука в равен полет)
- X-15 (1959-1970 г., САЩ, изследователски ракетоплан, използван за тренировка на астронавти)
- СпейсШипУан (2003-2004 г., ракетоплан за суборбитални полети в космоса; през 2004 г. печели наградата Ansari X Prize)